# Hyloxalus chlorocraspedus
Espèce
Synonymes
- Cryptophyllobates chlorocraspedus Caldwell, 2005

Statut de conservation UICN

 DD  : Données insuffisantes
Hyloxalus chlorocraspedus est une espèce d'amphibiens de la famille des Dendrobatidae.

## Répartition
Cette espèce se rencontre dans le bassin du Rio Juruá :
- au Brésil dans l'État d'Acre ;
- au Pérou dans la région d'Ucayali.

## Publication originale
- Caldwell, 2005 : A new Amazonian species of Cryptophyllobates (Anura: Dendrobatidae). Herpetologica, vol. 61, no 4, p. 449-461 (texte intégral).